# Z więzienia

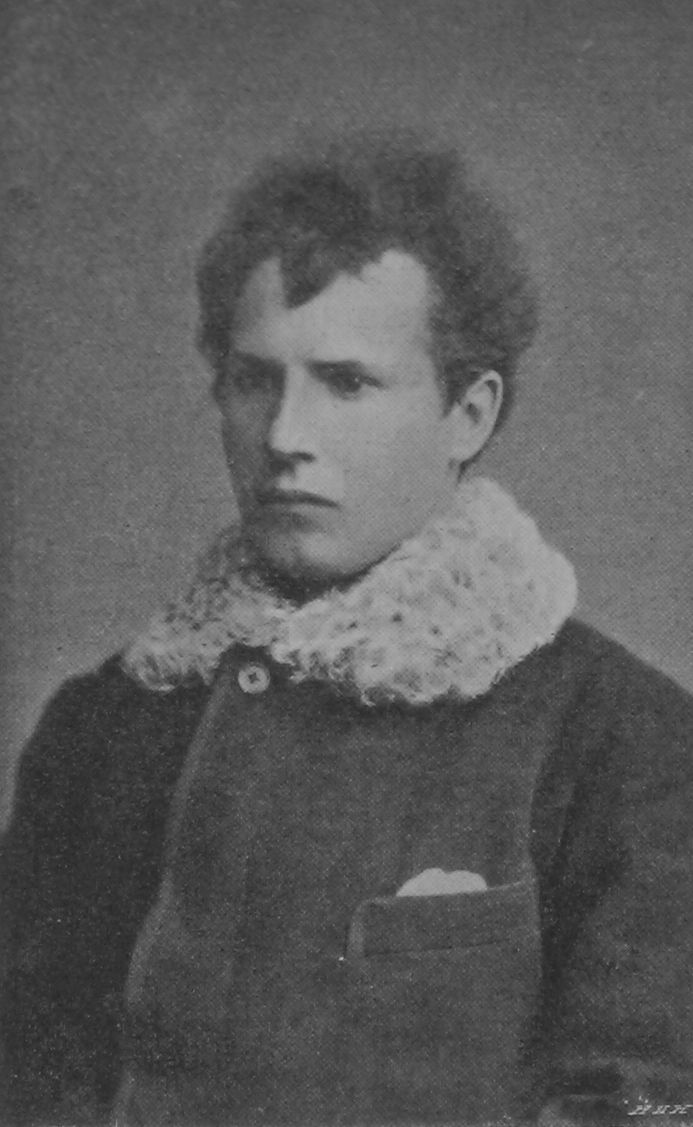
Młody Jan Kasprowicz

Z więzienia – cykl sonetów Jana Kasprowicza, składający się z trzydziestu dziewięciu utworów. Stanowi on zapis autentycznych przeżyć autora, który w 1887 został skazany na pół roku więzienia za działalność socjalistyczną. Kasprowicz ułożył swój cykl jedenastozgłoskowcem, najbardziej tradycyjnym wzorcem metrycznym tego gatunku, choć w innych cyklach Z chałupy i Cisza wieczorna używał odpowiednio dziesięciozgłoskowca i dziewięciozgłoskowca.